# Rudiger Dornbusch
Rüdiger „Rudi“ Dornbusch (* 8. Juni 1942 in Krefeld; † 25. Juli 2002 in Washington, D.C.) war ein deutsch-US-amerikanischer Ökonom.

## Leben
Rudi Dornbusch absolvierte seine Schulbildung am traditionsreichen Gymnasium am Moltkeplatz in Krefeld. Danach studierte er an der Universität Genf (M.A. in Ökonomie 1966) und machte 1971 an der University of Chicago seinen Ph.D. in Wirtschaftswissenschaft. Er lehrte an der University of Rochester, Chicago und am MIT. Am MIT wurde er 1975 Professor für internationale Wirtschaftszusammenhänge.
Er spielte eine wichtige Rolle bei der Weiterentwicklung der internationalen Wirtschaftslehre. So gelang ihm im Jahr 1976 die Vereinigung der Kaufkraftparitätentheorie mit der Zinsparitätentheorie zur monetären Wechselkurstheorie. Diese war von großem Interesse, weil einige Zeit zuvor das Bretton-Woods-System zerbrochen war, ein System von fast festen Wechselkursen.
Sein zusammen mit Stanley Fischer geschriebenes Lehrbuch über Makroökonomie gilt als ein Hauptwerk für Studienanfänger in der Wirtschaftswissenschaft.
Mit seinen unzähligen Beiträgen in Fachzeitschriften und der internationalen Wirtschaftspresse war er ein gefragter Ratgeber vieler Notenbanker und Regierungen. Besonders setzte er sich mit den Währungskrisen in Lateinamerika und Asien auseinander. Er warnte vor „makroökonomischem Populismus“ und erklärte, wieso es so wichtig ist, dass gerade die Auslandsverschuldung (öffentliche wie private) nicht außer Kontrolle gerät.
Dornbusch hielt den Euro für eine schlechte Idee.
Dornbusch erlag im Alter von 60 Jahren einem Krebsleiden.

## Ehrungen
- 1980: Aufnahme in die American Academy of Arts and Sciences
- 1992: Bernhard-Harms-Preis des Instituts für Weltwirtschaft Kiel[3]

## Ausgewählte Werke
- Open Economy Macroeconomics, 1980[4]
- Macroeconomics Populism, 1990

Siehe auch Dornbusch (†), Stanley Fischer, Richard Startz: Macroeconomics, 2013, ISBN 978-0078021831  (revidierte Fassung der Theorie von 1978)